# Canara

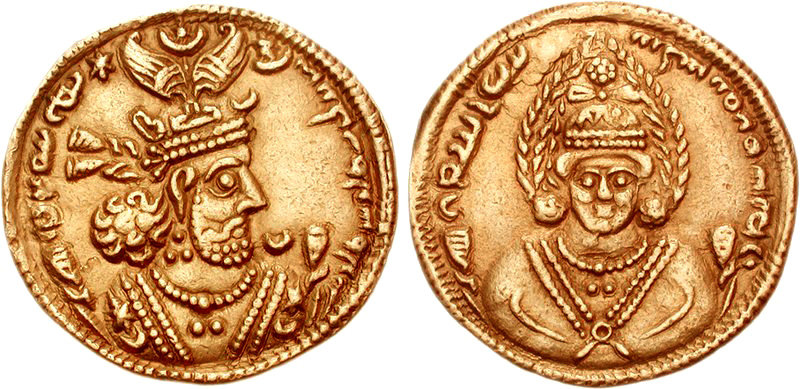
Dinar de ouro de r.

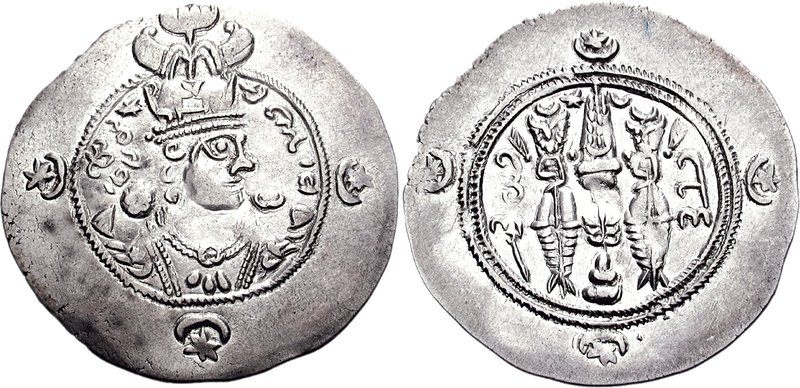
Dracma de r.

Canara (Kanara), também chamado Canadebaque (Kanadbak), foi um nobre sassânida que exerceu a função de canaranges durante o reinado do xá Cosroes II (r. 590–628) e vários de seus sucessores, inclusive Isdigerdes III (r. 632–651). Em 628, era um dos oficiais que derrubaram Cosroes II em detrimento de seu filho Cavades II. Quando da invasão árabe da Pérsia, Canara participou na decisiva derrota sassânida em Cadésia. Depois, em 652, aceitou tornar-se vassalos dos árabes em troca do direito de manter seus domínios na antiga província de Abarxar, no Coração. Ele aliou-se com Abedalá ibne Amir para suprimir uma revolta carânida em Nixapur liderada por Burzim Xá e Sauar Carano.

## Biografia
Canara é citado pela primeira vez em 628, como um dos conspiradores que derrubaram Cosroes II. Após a queda de Cosroes II, seu filho Cavades II coroou-se como xá do Império Sassânida. Em 632, após um período de golpes e revoltas, Isdigerdes III foi coroado xá em Estacar. Em 633, os árabes muçulmanos invadem e cerca de 636 fazem campanha em Cadésia, cidade perto de Ctesifonte. O aspabedes Rustã Farruquezade organizou contra-ataque e preparou exército que incluía, dentre tantos oficiais, Canara e seu filho Xariar (Shahriyar) ibne Canara. Na batalha, o exército sassânida foi derrotado e alguns oficiais, como Xariar, morrem.
Canara fugiu para seus domínios em Abarxar e é citado mais tarde, em 652, quando Abedalá ibne Amir invadiu o Coração e fez trato com ele. No trato, Canara concordou em pagar tributo para os árabes enquanto ainda permanecesse no controle de seu território em Tus. Porém, os carânidas de Nixapur sob Burzim Xá e Sauar Carano estavam ameaçando Canara e Abedalá, e reclamaram o território no Coração que esteve certa vez sob controle deles. Sob promessa de reaver territórios perdidos, concordou em ajudar Abedalá a capturar Nixapur dos rebeldes carânidas. Abedalá e Canara começaram a pilhar as áreas em torno de Nixapur, e lutaram fortemente para capturar a cidade.
Sauar então tentou fazer a paz com Abedalá, e contou-lhe que abriria os portões da cidade se o último o perdoasse. Abedalá aceitou, porém, quando os portões foram abertos, ele entrou com seu exército, e começou a pilhar a cidade e matar os cidadãos, até Canara dizer-lhe:Ó amir, uma vez que foi vitorioso e triunfante, o perdão é uma [virtude] maior que vingança e retribuição." Abedalá então fez como o último disse e restaurou a cidade aos domínios de Canara. O que aconteceu com Canara após o evento é incerto. O nobre iraniano do século X Abu Almançor Mamari disse descender de Canara.